# BGR-Firnfeld
Das BGR-Firnfeld ist ein Firnfeld im ostantarktischen Viktorialand. In den Bowers Mountains liegt es westlich des Mount Verhage.
Wissenschaftler der deutschen Expedition GANOVEX I (1979–1980) nahmen seine Benennung vor. Namensgeber ist das Akronym für die Bundesanstalt für Geowissenschaften und Rohstoffe.